# Bristol F.2 Fighter
Бристоль F.2 «Файтер» — двухместный биплан — лёгкий истребитель. Построен фирмой «Бристоль Эйроплейн Ко» (Англия). В ноябре 1916 года начали серийное производство самолёта. Первой получила новые истребители 48-я эскадрилья из Редкомба. Первые 150 машин оснастили двигателем «Роллс-Ройс Фалькон I» мощностью 140 кВт, а последующие 50 получили двигатель «Фалькон II» мощностью 161 кВт. Машина после постановки второго пулемёта и двигателя «Фалькон II» мощностью 161 кВт, по мнению военных получилась удачной. Разрабатывался как разведывательный самолёт, но продолжил карьеру уже в качестве истребителя. Активно применялся во время Первой мировой войны. До конца 1918 года построили 3101 самолёт. После войны самолёт строился с разными двигателями .
Самолёт представлял собой одномоторный двухместный биплан . Каркас фюзеляжа прямоугольного сечения, до кабины пилота обшит алюминиевым листом, дальше — материей. Конструкция аппарата цельнодеревянная. Крылья прямоугольной формы. Лонжероны и нервюры из ели, обтянуты материей.
Вооружение состояло из одного пулемета «Виккерс 09» калибра 7,7 мм, установленного на фюзеляже и стреляющий через отверстие в радиаторе и диск винта и пулемёта «Льюис» калибра 7,7 мм в кабине наблюдателя. Общий боекомплект составлял 1642 патрона. Под крыльями устанавливались держатели для 12 бомб общей массой до 100 кг.

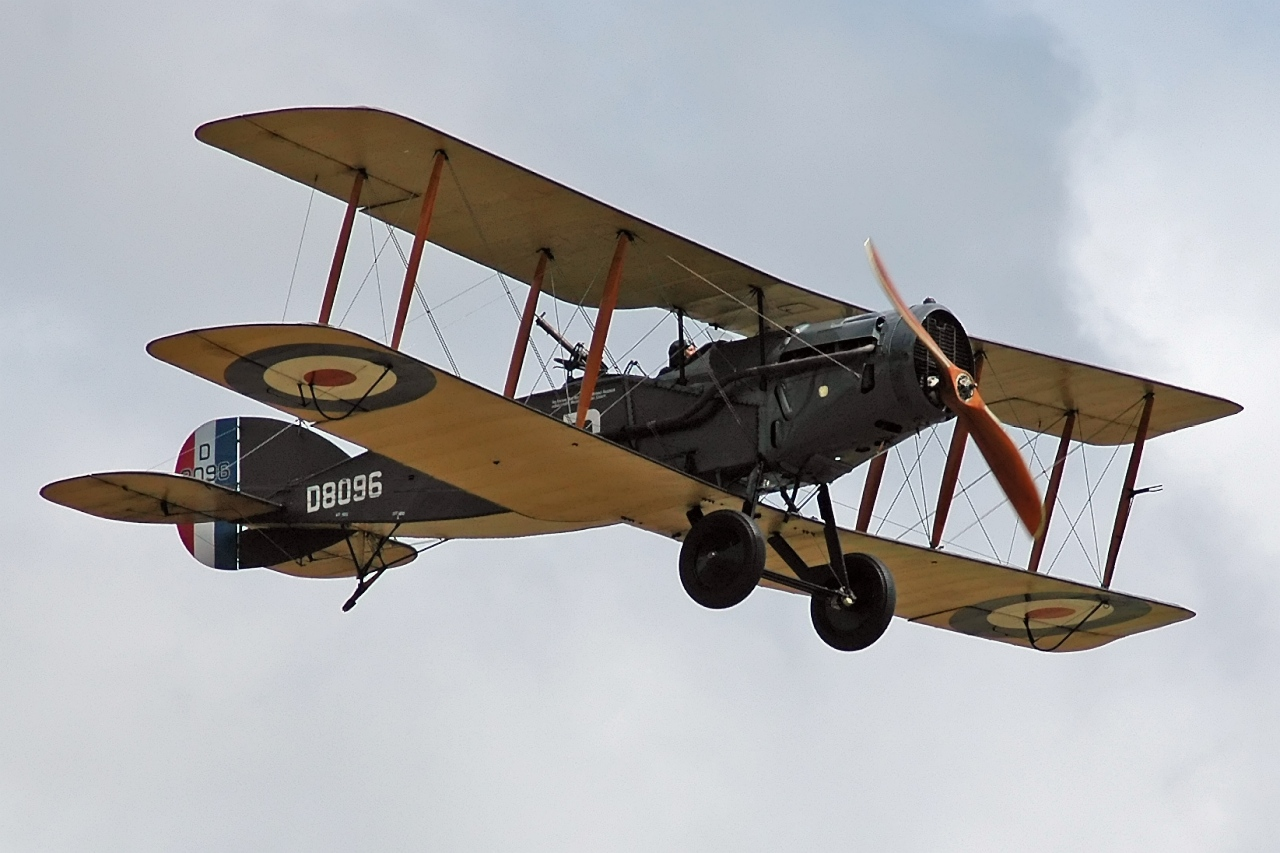
Bristol F.2B D-8096 (Shuttleworth Collection)

## Тактико-технические характеристики (F.2B)
Источник:Aircraft Profile No. 21: The Bristol Fighter
Технические характеристики
- Экипаж: 1
- Длина: 7,91 м
- Размах крыла: 11,97 м
- Высота: 2,94 м
- Площадь крыла: 37,68 м²
- Масса пустого: 878 кг
- Максимальная взлётная масса: 3 243 кг
- Силовая установка: 1 × Rolls-Royce Falcon VII
- Мощность двигателей: 1 × 275 лс (1 × 205 кВт)
- Воздушный винт: двухлопастный фиксированного шага

Лётные характеристики
- Максимальная скорость: 198 км/ч
- Практическая дальность: 450 км
- Время полёта 3 ч
- Практический потолок: 5 500 м
- Скороподъёмность: * 3000 м 11 мин
- 4500 м 21 мин

Вооружение
- Стрелково-пушечное: 2x .303 in (7,7 мм) фиксированных пулемёта Vickers и 1-2 пулемёта Льюис у летнаба.
- Бомбы: 110 кг (240 фунтов)

## Эксплуатанты
Великобритания
- Королевский лётный корпус / Королевские ВВС Великобритании: эскадрильи 2, 4, 5, 6, 8, 9, 10, 11, 12, 13, 14, 16, 20, 22, 24, 28, 31, 33, 34, 35, 36, 39, 48, 62, 67, 75, 76, 81, 88, 100, 105, 111, 114, 138, 139, 140, 141, 186, 208

 Канада
- Канадский совет по авиации (1919-1923)
- ВВС Канады

 Австралия
- Австралийский лётный корпус в 1917-1918 гг.: эскадрильи №1 (в Палестине) и № 6 (учебная, на территории Великобритании)

 Новая Зеландия
- Постоянные ВВС Новой Зеландии (NZPAF): в 1919-36 гг ВВС располагали 7 Bristol F.2B Fighter, использовавшиеся для различных задач.

 Аргентина
- Авиаслужба армии Аргентины - с 1920 по 1924 годы куплено 28 самолётов, ещё 10 выпущены по лицензии компанией FMA в 1930-31 гг.[4][5] Retired in 1932.[6]

 Королевство Афганистан
- ВВС Афганистана в 1919 году получены 3 самолёта, эксплуатировались до 1929 года.

 Бельгия
- Воздушные силы бельгийской армии[7]

 Боливия
- ВВС Боливии

 Гондурас
- ВВС Гондураса - 1 F2.B получен в 1921 году, первый самолёт национальных ВВС, сгорел во время попытки революции 1924 года.[8]

 Греция
- Королевские ВВС Греции Hellenic Air Force
- авиация ВМС Греции

 Ирландия
- Irish Air Service
- Воздушный корпус Ирландии

 Королевство Испания
- Aeronáutica Militar[7]

 Мексика
- ВВС Мексики[7]

 Норвегия
- Воздушные Силы армии Норвегии 5 самолётов куплены в 1922 году.[7]

 Перу
- ВВС Перу - 3 F.2B куплены в 1921 году, из-за проблем с двигателями и запчастями списаны двумя годами позже.[9]

 Польша
- ВВС Польши в 1920-1932 гг имелось 107 Bristol F.2B.[7]

 СССР
- ВВС СССР 2 самолёта.

 Швеция
- ВВС Швеции 1 самолёт, по шведской классификации Ö 6; списан в 1934 году, продан гражданскому лицу, 10.10.1937 разбился.

 Королевство Югославия
- Королевские ВВС Югославии 1 самолёт.